# Eva Gosciejewicz
Eva Gosciejewicz (* 15. April 1967 in Hannover) ist eine deutsche Schauspielerin, Hörspiel- und Hörbuchsprecherin.

## Leben
Nach einer Ausbildung zur Modedesignerin studierte Eva Gosciejewicz von 1990 bis 1994 am Wiener Max Reinhardt Seminar. Ein erstes Engagement führte sie 1994 an das Schauspiel Frankfurt. Nach einem Gastspiel an den Münchner Kammerspielen war Gosciejewicz von 2001 bis 2006 am Bayerischen Staatsschauspiel engagiert. Dort wurde sie 2002 gemeinsam mit anderen Kolleginnen für die Darstellung des Chores kriegsgefangener Frauen in Hekabe mit dem Kurt-Meisel-Preis ausgezeichnet. 2007 wechselte sie an das Theater Bremen und war dort bis 2012 verpflichtet. In der Spielzeit 2009/10 trat sie gastweise auch am Schauspielhaus Bochum auf. Ein weiteres Gastspiel führte sie 2013 an das Theater Rigiblick in Zürich. 2014 übernahm Gosciejewicz kurzfristig zwei Rollen für die erkrankte Susanne Uhlen in Dieter Wedels Inszenierung Hebbels Nibelungen: born this way bei den Bad Hersfelder Festspielen.
Neben Dieter Wedel arbeitete Gosciejewicz mit anderen namhaften Regisseuren, wie Peter Eschberg, Dieter Dorn und Wolfgang Engel. Bekannte Rollen waren unter anderem Elisabeth von Valois in Don Karlos von Friedrich Schiller, Pützchen in Des Teufels General von Carl Zuckmayer, die Honey in Edward Albees Beziehungsdrama Wer hat Angst vor Virginia Woolf?, Marthe Rull in Heinrich von Kleists Lustspiel Der zerbrochne Krug oder Amanda Wingfield in der Glasmenagerie von Tennessee Williams.
Neben einigen Arbeiten vor der Kamera ist Gosciejewicz vor allem umfangreich als Sprecherin tätig, sowohl in Hörspielen verschiedener Sender als auch in der Produktion von Hörbüchern. Hier sind insbesondere zu nennen Ich bin Malala über das Leben der Nobelpreisträgerin Malala Yousafzai und die mit dem als Hörbuch des Jahres 2002 ausgezeichnete Lesung des Jugendromans Malka Mai von Mirjam Pressler.

## Filmografie
- 1999: Der Bulle von Tölz: Ein Orden für den Mörder
- 1999: Schwarz greift ein – Altes Gift
- 2000: Tatort – Nach eigenen Gesetzen
- 2000: Solange es Männer gibt
- 2008: Im Winter ein Jahr
- 2013: Polizeiruf 110 – Der Tod macht Engel aus uns allen
- 2015: Unter Verdacht – Grauzone
- 2015: Unter Gaunern – Das dicke Ende

## Hörspiele (Auswahl)
- 1996: Zwicks Mühle – Autor: Bernd Mannhardt – Regie: Ferdinand Ludwig
- 1998: Unter den Wolken – Autor: Alfred Probst – Regie: Burkhard Schmid
- 1998–1999: Agnes (div. Folgen) – Autor: Peter van Straaten – Regie: Klaus Ickert
- 1999: Mephisto – Autor: Klaus Mann – Regie: Klaus Buhlert
- 2000: Selbstläufer – Autorin: Kathrin Röggla – Regie: Barbara Schäfer und Robert Lippok
- 2001: Der Spieler – Autor: Fjodor Dostojewski – Regie: Klaus Buhlert
- 2003: Combray – Autor: Marcel Proust – Regie: Ulrich Lampen
- 2005: Föhrenwald – Autor und Regie: Michaela Melián
- 2005: Otherland (div. Folgen) – Autor: Tad Williams – Regie: Walter Adler
- 2006: Die lästige Witwe – Autor: Ed McBain – Regie: Ulrich Lampen
- 2008: Reise ans Ende der Nacht – Autor: Louis-Ferdinand Céline – Regie: Ulrich Lampen
- 2009: Der Garten der Kaiserin – Autorin: Madeleine Giese – Regie: Harald Krewer
- 2010: Das fünfte Gebot – Autor: John von Düffel – Regie: Christiane Ohaus
- 2011: Album – Autor: Hans Magnus Enzensberger – Regie: Christiane Ohaus
- 2011: Ulysses – Autor: James Joyce – Regie: Klaus Buhlert
- 2015: David Mahlers Zeit – Autor: Daniel Kehlmann – Regie: Alexander Schuhmacher
- 2016: Party – Autor: Tom Leveen – Regie: Christiane Ohaus

## Hörbücher (Auswahl)
- Mirjam Pressler: Novemberkatzen
- Corinne Hofmann: Die weiße Massai, der Hörverlag
- Katarina Bivald: Ein Buchladen zum Verlieben
- Piper Kerman: Orange Is The New Black, der Audio Verlag
- William Shakespeare: Die Schändung der Lukretia
- Cecelia Ahern: Der Glasmurmelsammler
- Patricia Koelle DIE HOFFNUNG DER MARIENKÄFER (Argon Verlag/Audible)